# Gérard Collomb
Gérard Collomb (Chalon-sur-Saône, 20 giugno 1947 – Saint-Genis-Laval, 25 novembre 2023) è stato un politico francese.

## Biografia
Membro del Partito socialista da lungo tempo, è stato dal 1981 al 1988 membro del parlamento francese, senatore dal 1999 al 2018, sindaco di Lione dal 2001 al 2017 e nuovamente dal 2018 al 2020 e Presidente del circondario Grande Lione dal 2015 al 2017.
Durante le elezioni presidenziali del 2017, si unisce al partito La République en marche. Dal 17 maggio 2017 al 3 ottobre 2018 è stato Ministro di Stato e dell'Interno nei governi Philippe I e II.

## Onorificenze
- Ufficiale dell'Ordine nazionale del Quebec (2 marzo 2015)[2][3]
- Ordine del Sol Levante (4 giugno 2012)[4]